# Кибальчич (лунный кратер)
Кратер Кибальчич (лат. Kibalʹchich) — крупный древний ударный кратер в экваториальной области обратной стороны Луны. Название присвоено в честь русского революционера, народовольца, изобретателя Николая Ивановича Кибальчича (1853—1881) и утверждено Международным астрономическим союзом в 1970 г. Образование кратера относится к нектарскому периоду.

## Описание кратера
Ближайшими соседями кратера Кибальчич являются кратер Цандер примыкающий к его северо-западной части; кратер Артемьев на севере; кратер Чосер на востоке; кратер Тимирязев на юге и кратер Королёв на юго-западе. Селенографические координаты центра кратера 2°43′ с. ш. 147°11′ з. д. / 2,72° с. ш. 147,18° з. д., диаметр 91,7 км, глубина 2,8 км.
Кратер Кибальчич имеет полигональную форму и значительно разрушен за длительное время своего существования. Вал сглажен, в северо-западной части, в месте примыкания кратера Цандер, спрямлен. Внутренний склон вала с отчетливо различимой террасовидной структурой. Высота вала над окружающей местностью около 1430 м, объем кратера составляет приблизительно 8 200 км3. Дно чаши плоское, испещрено множеством мелких кратеров, в юго-восточной части чаши находятся останки двух соединенных кратеров.

## Сателлитные кратеры
| Кибальчич | Координаты                                            | Диаметр, км |
| --------- | ----------------------------------------------------- | ----------- |
| H         | 1°43′ с. ш. 145°00′ з. д. / 1,72° с. ш. 145° з. д.    | 40,8        |
| Q         | 0°52′ ю. ш. 149°32′ з. д. / 0,87° ю. ш. 149,53° з. д. | 28,9        |
| R         | 0°20′ с. ш. 150°37′ з. д. / 0,34° с. ш. 150,62° з. д. | 28,8        |

## См.также
- Список кратеров на Луне
- Лунный кратер
- Морфологический каталог кратеров Луны
- Планетная номенклатура
- Селенография
- Минералогия Луны
- Геология Луны
- Поздняя тяжёлая бомбардировка